# Karam Karam
Karam Szukrallah Karam – libański polityk, lekarz ginekolog, wykładowca akademicki, prawosławny chrześcijanin. Ukończył medycynę na Uniwersytecie Amerykańskim w Bejrucie, a następnie studiował na amerykańskich uczelniach medycznych. W 1998 r. został mianowany ministrem zdrowia w rządzie Salima al-Hussa. W latach 2000–2003 sprawował funkcję ministra turystyki w czwartym gabinecie Rafika al-Haririego. Natomiast w kolejnym rządzie al-Haririego został sekretarzem stanu, a w 2004 r. objął kierownictwo nad ministerstwem kultury. W tym samym roku wszedł w skład gabinetu Umara Karamiego jako sekretarz stanu.